# Franco Nicolini
Franco Nicolini (Roma, 26 gennaio 1935 – Roma, 25 luglio 1978) è stato un criminale italiano attivo nella zona di Roma.

## Biografia
Conosciuto nell'ambiente come Franchino er criminale a causa della sua bassa statura, gestiva il vasto giro di scommesse clandestine nell'ippodromo romano di Tor di Valle. Le sue lucrosissime attività illegali suscitarono l'interesse della neonata Banda della Magliana che oltre a gestire il traffico degli stupefacenti nella capitale, desiderava entrare anche in altri affari. Giuseppucci e compari furono caldamente spalleggiati ad eliminare Nicolini da Nicolino Selis, che aveva un conto aperto col malavitoso.
Si dice che fu proprio Franchino, durante una rivolta carceraria a schiaffeggiare Selis davanti agli altri detenuti al fine di ristabilire l'ordine, e per di più girava la voce che grazie ad una soffiata di Nicolini, gli inquirenti avevano potuto incastrare il criminale di origine sarda. A complicare ulteriormente le cose ci si mise lui stesso, infatti durante una corsa schiaffeggiò, come era suo solito punire chi gli si metteva contro, un affiliato alla camorra che aveva puntato sul suo stesso cavallo. 

### L'omicidio
La sera del 25 luglio del 1978, proprio all'uscita dall'ippodromo di Tor di Valle, Franco Nicolini venne ucciso a colpi di pistola dai componenti della Banda della Magliana. La sua morte permise ai maglianesi di controllare il mondo delle scommesse negli ippodromi romani.

## Media
Nel libro Romanzo criminale, Nicolini viene rappresentato come Il Terribile, nell'omonimo film viene interpretato da Massimo Popolizio. Nella serie televisiva invece è Marco Giallini a vestire i panni del malavitoso romano.